# CCL13
CCL13 (englisch CC-chemokine ligand 13) ist ein Zytokin aus der Familie der CC-Chemokine.

## Eigenschaften
CCL8 ist an Entzündungsprozessen beteiligt. Es ist chemotaktisch für und aktiviert verschiedene Immunzellen, darunter Monozyten, Eosinophile, T-Lymphozyten und Basophile durch Bindung an CCR2, CCR3 und CCR5. CCL13 ist an der Entstehung von Asthma beteiligt. CCL13 wird durch die Zytokine Interleukin-1 und TNF-α induziert.